# Estrela
Estrela là một đô thị thuộc bang Rio Grande do Sul, Brasil. Đô thị này có diện tích 184,178 km², dân số năm 2007 là 29153 người, mật độ 158,29 người/km².